# Wickham Steed
Pour les articles homonymes, voir Steed.
Henry Wickham Steed, surnommé H. Wickham « Stickum » Steed, (10 octobre 1871 - 13 janvier 1956) est un célèbre journaliste et historien britannique. Il est un des premiers journalistes à alerter l'opinion publique au sujet de la menace que représentait Hitler.

## Biographie
Wickham Steed naît à Long Melford, Suffolk en Angleterre. Il étudie à l'école Sudbury grammar school puis aux universités de Iéna, Berlin et Paris.
Nommé par Joseph Pulitzer comme correspondant à Paris pour le journal new-yorkais World, il rejoint en 1896 The Times en tant que correspondant étranger. D'abord en poste à Berlin, puis à Rome, où il vit cinq ans et enfin à Vienne de 1902 à 1913. Son ouvrage His Hapsburg Monarchy publié en 1913 est reconnu comme l'œuvre la plus éclairante qui ait été écrite sur l'Autriche-Hongrie.
En 1914 il devient rédacteur de politique étrangère (foreign editor) à Londres du Times, puis chef du Département étranger du Times, de 1914 à 1919. En février 1919 il succède à Geoffrey Dawson en tant que rédacteur en chef (editor), jusqu'à sa démission en 1922.
Durant la Première Guerre mondiale il est un des soutiens éminents du mouvement yougoslave. D'après l'historienne Margaret MacMillan, petite-fille de David Lloyd George, Steed développa un profond mépris de l'Autriche-Hongrie lors de son séjour à Vienne,, 
Expert des relations de l'Europe de l'Est, ses opinions avaient, pendant la Première Guerre mondiale et ses suites, une influence notable sur les bureaucrates de haut rang et les hommes politiques du Cabinet. Durant la guerre, Steed a sympathisé avec des émigrés opposés aux Habsbourg comme Edvard Beneš, Ante Trumbić, Tomáš Masaryk et Roman Dmowski. Il conseilla au gouvernement britannique de rechercher la liquidation de l'Autriche-Hongrie comme un but de guerre.
En particulier, Steed se faisait l'avocat de l'union de tous les peuples slaves du sud, comme les Croates, les Serbes, les Slovènes, dans une fédération devant être appelée Yougoslavie. L'ambassadeur britannique en Italie a affirmé dans un courrier diplomatique que le goût de Steed pour le concept de Yougoslavie dérivait d'une relation qu'il entretenait depuis des années avec une femme slave des Balkans, "filialement plutôt que maritalement", selon les mots de l'ambassadeur . En octobre 1918, Steed rencontra le Premier ministre serbe Nikola Pašić pour obtenir son soutien au sujet du concept de Yougoslavie. Steed fut profondément en colère d'apprendre que Pašić ne considérait le nouvel état seulement comme une extension de la Grande Serbie et qu'il n'avait aucune intention de partager le pouvoir avec les Croates ou les Slovènes. Steed accusa Pašić d'être un nouveau sultan et rompit son amitié avec lui.
En 1918, il rejoint l'équipe mise sur pied par Lord Northcliffe, directeur de l'opération Propaganda in Enemy Countries, sous la direction duquel il participe à une action de propagande dans les pays ennemis. Il mena une mission spéciale en Italie en mars et avril 1918.
En 1919, il assiste à la Conférence de paix de Paris. Il rapporta notamment que Clemenceau accusa Lloyd George d'inexactitudes multiples dans ces affirmations. Que ce dernier se leva et attrapa Clemenceau par le col pour lui demander des excuses avant d'être séparé par Woodrow Wilson. Ces derniers nieront, bien qu'un épisode analogue soit raconté par Clemenceau dans Grandeurs et misères d'une victoire.
En 1922, il devient rédacteur en chef du Review of Reviews (1923-30), journal fondé par William Stead en 1890.
De 1925 à 1938 il est conférencier sur l'Histoire de l'Europe centrale au King's College de Londres.
L'affaire Wickham-Steed
En 1934, Wickham Steed publia un article dans le journal Nineteenth Century and After intitulé “Aerial warfare: secret German plans”. Il y affirma avoir reçu au travers de circuits officieux des rapports de recherche allemands au sujet d'armes biologiques, incluant des expériences scientifiques menées en juillet 1933 par des agents secrets allemands autour et à l'intérieur des métros parisien et londonien. Les métros servaient alors d'abris contre les bombardements. Bien que les documents aient depuis disparu, l'épidémiologiste Martin Hugh-Jones a conclu qu'il était probable que ces expériences aient eu lieu.
Cette révélation fit grand bruit, et des mesures de défense furent mises au point par un comité d'expert, comme le stockage de vaccins ou la création de l'actuel Public Health Laboratory Service.
De 1937 à 1947, plus précisément durant la guerre, il est nommé  au poste de Chief BBC broadcaster on world affairs du BBC Overseas Service.

## Œuvres de  H. Wickham Steed
(liste incomplète)
- Wickham Steed, The Socialist and Labour Movement in England, Germany & France, 1894
- Wickham Steed, The press, Penguin Books, 1905
- Wickham Steed, The Hapsburg Monarchy, Constable and Company Ltd., 1913
- Wickham Steed, A Short History of Austria-Hungary and Poland, 1914
- Wickham Steed, L'Angleterre et la Guerre, 1915
- Wickham Steed, L'Effort Anglais, 1916
- Wickham Steed, La Démocratie Britannique, 1918.
- Wickham Steed, Through Thirty Years, Ed. William Heinemann, 1924 - traduction : Mes souvenirs (trente années de vie politique en Europe), 1:1892-1914, 2:1914-1922, Plon, 1926 et 1927.
- Wickham Steed, A way to social peace, London George Allen & Unwin Ltde, 1933
- Wickham Steed, Vital Peace A Story Of Risks, The Macmillan Company, 1936

## Œuvres en ligne
- « The Hapsburg Monarchy (1913) »(Archive.org • Wikiwix • Archive.is • Google • Que faire ?)) eLibrary Austria Project (eLib Projekt)
- A Short History of Austria-Hungary and Poland (1914) Historical Text Archive
- Through Thirty Years (1924), chap "The Bullitt Mission"
- A way to social peace (1933), Internet Archive
- Vital Peace A Story Of Risks (1936), Internet Archive